# Matti Hautamäki
Matti Antero Hautamäki (Oulu, 14 luglio 1981) è un ex saltatore con gli sci finlandese.
È fratello di Jussi, a sua volta saltatore con gli sci di alto livello.

## Biografia

### Stagioni 1998-2002
In Coppa del Mondo esordì nella gara dal trampolino lungo di Lillehammer del 29 novembre 1997 (47°), ottenne il primo podio il 27 novembre 1999 a Kuopio (3°) e la prima vittoria il 2 dicembre 2000 nella medesima località. Nel 1998 vinse la medaglia di bronzo ai Mondiali juniores dal trampolino normale e ai Mondiali di Lahti 2001, sua prima partecipazione iridata, ottenne l'argento nella gara a squadre dal trampolino normale.
Nella stagione 2001-2002 dopo il secondo posto nel Torneo dei quattro trampolini dietro a Sven Hannawald vinse la medaglia di bronzo nel trampolino lungo ai XIX Giochi olimpici invernali di Salt Lake City 2002, l'argento nella gara a squadre e fu 6° nel trampolino normale; ottenne un altro bronzo ai Mondiali di volo di Harrachov. Vinse il Nordic Tournament e chiuse la stagione al terzo posto nella classifica generale della Coppa del Mondo.

### Stagioni 2003-2005
Ai Mondiali del 2003 in Val di Fiemme vinse la medaglia d'argento nel trampolino lungo e l'oro nella gara a squadre. Il 23 marzo 2003 ottenne la misura di 231 metri sul trampolino Letalnica di Planica, riconosciuta come record del mondo. Il 20 marzo 2005, nell'ultima gara della stagione 2004-2005, la misura fu superata da più saltatori, compreso Hautamäki stesso che stabilì con 235,5 metri il nuovo record nazionale finlandese; il salto più lungo, nuovo primato mondiale, fu del norvegese Bjørn Einar Romøren con 239 metri.
Nella parte finale di quella stessa stagione, dopo aver vinto l'argento nella gara a squadre dal trampolino lungo ai Mondiali di Oberstdorf, realizzò una sequenza di sei vittorie individuali consecutive in Coppa del Mondo, eguagliando il record del connazionale Janne Ahonen. Vinse nuovamente il Nordic Tournament e concluse la stagione al terzo posto nella classifica generale.

### Stagioni 2006-2012
Ai Mondiali di volo del 2006, sul trampolino Kulm a Tauplitz, vinse l'argento nella gara a squadre. Ai XX Giochi olimpici invernali di Torino 2006 vinse la medaglia d'argento nella gara sul trampolino normale, dietro al norvegese Lars Bystøl e davanti all'altro norvegese Roar Ljøkelsøy; una seconda medaglia d'argento arrivò dalla gara a squadre, mentre dal trampolino lungo fu quinto.
Nella gara a squadre ai Mondiali di volo del 2008 e del 2010 vinse rispettivamente la medaglia d'argento e quella di bronzo. Partecipò ai XXI Giochi olimpici invernali di Vancouver 2010 (26° nel trampolino lungo, 4° nella gara a squadre). Ai Mondiali di Oslo 2011 non andò a medaglia, così come nelle precedenti edizioni di Sapporo 2007 e Liberec 2009.
Concluse la carriera al termine della stagione 2011-2012; la sua ultima partecipazione a una rassegna iridata fu quindi quella ai Mondiali di volo 2012, dove fu ottavo nella gara a squadre.

## Palmarès

### Olimpiadi
- 4 medaglie:
  - 3 argenti (gara a squadre a Salt Lake City 2002; trampolino normale, gara a squadre a Torino 2006)
  - 1 bronzo (trampolino lungo a Salt Lake City 2002)

### Mondiali
- 4 medaglie:
  - 1 oro (gara a squadre a Val di Fiemme 2003)
  - 3 argenti (gara a squadre dal trampolino normale a Lahti 2001; trampolino lungo a Val di Fiemme 2003; gara a squadre dal trampolino lungo a Oberstdorf 2005)

### Mondiali di volo
- 4 medaglie:
  - 3 argenti (gara a squadre a Planica 2004; gara a squadre a Tauplitz 2006; gara a squadre a Obersdorf 2008)
  - 2 bronzi (individuale a Harrachov 2002; gara a squadre a Planica 2010)

### Mondiali juniores
- 4 medaglie:
  - 2 argenti (gara a squadre a Canmore 1997; gara a squadre a Saalfelden 1999)
  - 2 bronzi (trampolino normale, gara a squadre a Sankt Moritz 1998)

### Coppa del Mondo
- Miglior piazzamento in classifica generale: 3º nel 2002 e nel 2005
- 62 podi (38 individuali, 24 a squadre):
  - 23 vittorie (16 individuali, 7 a squadre)
  - 20 secondi posti (10 individuali, 10 a squadre)
  - 19 terzi posti (12 individuali, 7 a squadre)

#### Coppa del Mondo - vittorie
| Data             | Località    | Nazione   | Trampolino                                                                             |
| ---------------- | ----------- | --------- | -------------------------------------------------------------------------------------- |
| 2 dicembre 2000  | Kuopio      | Finlandia | Puijo K120                                                                             |
| 9 dicembre 2001  | Villach     | Austria   | Villacher Alpenarena K90 (con Veli-Matti Lindström, Toni Nieminen e Risto Jussilainen) |
| 19 gennaio 2002  | Zakopane    | Polonia   | Wielka Krokiew K116                                                                    |
| 2 marzo 2002     | Lahti       | Finlandia | Salpausselkä K116 (con Veli-Matti Lindström, Risto Jussilainen e Janne Ahonen)         |
| 13 marzo 2002    | Falun       | Svezia    | Lugnet K115                                                                            |
| 15 marzo 2002    | Trondheim   | Norvegia  | Granåsen K120                                                                          |
| 23 marzo 2002    | Planica     | Slovenia  | Letalnica K185 (con Veli-Matti Lindström, Risto Jussilainen e Janne Ahonen)            |
| 21 marzo 2003    | Planica     | Slovenia  | Letalnica K185 (con Tami Kiuru, Veli-Matti Lindström e Janne Ahonen)                   |
| 22 marzo 2003    | Planica     | Slovenia  | Letalnica K185                                                                         |
| 23 marzo 2003    | Planica     | Slovenia  | Letalnica K185                                                                         |
| 28 novembre 2003 | Kuusamo     | Finlandia | Rukatunturi K120                                                                       |
| 23 gennaio 2004  | Hakuba      | Giappone  | Hakuba K120                                                                            |
| 11 febbraio 2005 | Pragelato   | Italia    | Stadio del Trampolino HS140                                                            |
| 6 marzo 2005     | Lahti       | Finlandia | Salpausselkä HS130                                                                     |
| 8 marzo 2005     | Kuopio      | Finlandia | Puijo HS127                                                                            |
| 11 marzo 2005    | Lillehammer | Norvegia  | Lysgårdsbakken HS134                                                                   |
| 13 marzo 2005    | Oslo        | Norvegia  | Holmenkollen HS128                                                                     |
| 19 marzo 2005    | Planica     | Slovenia  | Letalnica HS215                                                                        |
| 28 gennaio 2006  | Zakopane    | Polonia   | Wielka Krokiew HS134                                                                   |
| 29 gennaio 2006  | Zakopane    | Polonia   | Wielka Krokiew HS134                                                                   |
| 5 febbraio 2006  | Willingen   | Germania  | Mühlenkopf HS145 (con Janne Ahonen, Tami Kiuru e Janne Happonen)                       |
| 29 novembre 2008 | Kuusamo     | Finlandia | Rukatunturi HS142 (con Ville Larinto, Kalle Keituri e Harri Olli)                      |
| 15 febbraio 2009 | Oberstdorf  | Germania  | Heini Klopfer HS213 (con Kalle Keituri, Juha-Matti Ruuskanen e Harri Olli)             |

#### Torneo dei quattro trampolini
- 4 podi di tappa[6]:
  - 3 secondi posti
  - 1 terzo posto

#### Nordic Tournament
- Vincitore del Nordic Tournament nel 2002 e nel 2005
- 9 podi di tappa[6]:
  - 6 vittorie
  - 2 secondi posti
  - 1 terzo posto